# Bălăcița
Balacita là một xã thuộc hạt Mehedinți, România. Dân số thời điểm năm 2002 là 3558 người.